# 布倫屋製片公司
布倫屋製片公司（英語：Blumhouse Productions）是一間美國製片公司，由傑森·布倫和艾米·伊斯雷（Amy Israel）所創立。布倫屋時常製作低預算的恐怖片，較知名的如《靈動：鬼影實錄》（2009年）、《陰兒房》（2011年）、《國定殺戮日》（2013年）、《分裂》（2017年）、《逃出絕命鎮》（2017年）、《忌日快樂》（2017年）和《月光光新慌慌》（2018年）。除恐怖片外，布倫屋製作的劇情片《進擊的鼓手》（2014年）與《黑色黨徒》（2018年）也曾入圍奧斯卡最佳影片獎。
雷·沃納爾、喬登·皮爾、克里斯多福·B·藍登、溫子仁、麥可·弗拉納根、詹姆斯·狄莫納哥、奈·沙馬蘭等導演曾數次與布倫屋製片公司合作。該公司目前與環球影業有著長達十年的首要合約。

## 製作項目
以下項目以美國發行日依序排列。

### 電影
- 2002：《瘋狂的盲目（英语：Hysterical Blindness）》
- 2006：《格里芬與菲尼克斯（英语：Griffin & Phoenix (2006 film)）》
- 2007：《熾烈心靈（英语：The Fever (2004 film)）》
- 2007：《豬頭滿天下（英语：The Darwin Awards (film)）》
- 2008：《畢業風雲（英语：Graduation (2007 film)）》
- 2009：《靈動：鬼影實錄》
- 2009：《我的意外老公（英语：The Accidental Husband）》
- 2010：《牙仙大帝（英语：Tooth Fairy (2010 film)）》
- 2010：《鬼入鏡》
- 2011：《陰兒房》
- 2011：《鬼入鏡3》
- 2012：《搶精大作戰（英语：The Babymakers）》
- 2012：《野蠻正義》
- 2012：《凶兆》
- 2012：《灵动：鬼影实录4》
- 2012：《恐怖海灣》
- 2013：《黑暗天際（英语：Dark Skies (film)）》
- 2013：《塞勒姆的領主（英语：The Lords of Salem (film)）》
- 2013：《國定殺戮日》
- 2013：《陰兒房第2章：陰魂守舍》
- 2013：《浪蕩性世代（英语：Plush (film)）》
- 2013：《瘋狂單身夜（英语：Best Night Ever）》
- 2014：《鬼入鏡：詛咒》
- 2014：《鬼遮眼》
- 2014：《傀儡遊戲（英语：13 Sins）》
- 2014：《殺機四伏（英语：Not Safe for Work (film)）》
- 2014：《平常心》
- 2014：《國定殺戮日：無法無天》
- 2014：《攝人心魂（英语：Mockingbird (film)）》
- 2014：《梅西的詛咒（英语：Mercy (2014 film)）》
- 2014：《玩命狂飆（英语：Stretch (2014 film)）》
- 2014：《進擊的鼓手》
- 2014：《殺出魔鬼鎮（英语：The Town That Dreaded Sundown (2014 film)）》
- 2014：《碟仙》
- 2014：《母難日（英语：Jessabelle）》
- 2015：《隔壁的男孩殺過來》
- 2015：《永夜魔女》
- 2015：《弒訊》
- 2015：《51區（英语：Area 51 (film)）》
- 2015：《陰兒房第3章：從靈開始》
- 2015：《林中怪人》
- 2015：《鬼附身（英语：Exeter (film)）》
- 2015：《絞刑台》
- 2015：《非禮勿弒》
- 2015：《凶兆2：双瘋》
- 2015：《探訪》
- 2015：《食人煉獄》
- 2015：《鬼入鏡：鬼界（英语：Paranormal Activity: The Ghost Dimension）》
- 2015：《芙蓉仙子（英语：Jem and the Holograms (film)）》
- 2016：《冥視（英语：Visions (film)）》
- 2016：《搭車遇狼驚魂記（英语：Curve (film)）》
- 2016：《歡迎光臨自殺小鎮》
- 2016：《殉難者（英语：Martyrs (2015 film)）》
- 2016：《寂林殺機（英语：Hush (2016 film)）》
- 2016：《黑暗來臨（英语：The Darkness (film)）》
- 2016：《國定殺戮日：大選之年》
- 2016：《病毒（英语：Viral (2016 American film)）》
- 2016：《暴力莊園（英语：In a Valley of Violence）》
- 2016：《碟仙：惡靈始源》
- 2016：《卡內陰（英语：Incarnate (film)）》
- 2017：《分裂》
- 2017：《復活的蓋文史東（英语：The Resurrection of Gavin Stone）》
- 2017：《逃出絕命鎮》
- 2017：《辦公室大狂殺》
- 2017：《靈心妙手（英语：Sleight）》
- 2017：《跳跳車（英语：Lowriders (film)）》
- 2017：《龍之誕生（英语：Birth of the Dragon）》
- 2017：《忌日快樂》
- 2017：《林中怪人2》
- 2017：《陰宅2》
- 2017：《社群謎網（英语：Like. Share. Follow.）》
- 2017：《圖騰黑屋（英语：Totem (film)）》
- 2018：《陰兒房第4章：鎖命亡靈》
- 2018：《神探狗笨吉（英语：Benji (2018 film)）》
- 2018：《真心話大冒險》
- 2018：《絲黛芬妮》
- 2018：《血癮一族（英语：Family Blood）》
- 2018：《詭影豪宅（英语：Delirium (2018 film)）》
- 2018：《人類升級》
- 2018：《殺戮元年》
- 2018：《弒訊2：暗網》
- 2018：《靈異時刻（英语：The Keeping Hours）》
- 2018：《黑色黨徒》
- 2018：《天堂裡的七個人（英语：Seven in Heaven）》
- 2018：《月光光新慌慌》
- 2018：《禁入直播（英语：Cam (film)）》
- 2019：《異裂》
- 2019：《祝你忌日快樂》
- 2019：《不存在的朋友（英语：Mercy Black）》
- 2019：《斯德哥爾摩（英语：Stockholm (2018 film)）》
- 2019：《驚悚片（英语：Thriller (2018 film)）》
- 2019：《恐怖大媽》
- 2019：《別放手（英语：Don't Let Go (2019 film)）》
- 2019：《血脈（英语：Bloodline (2018 film)）》
- 2019：《惡靈20（英语：Prey (2019 American film)）》
- 2019：《荒島甜心（英语：Sweetheart (2019 film)）》
- 2019：《絞刑台2（英语：The Gallows Act II）》
- 2019：《准許高速公路》
- 2019：《黑色聖誕節》
- 2020：《逃出夢幻島》
- 2020：《隱形人》
- 2020：《惡獵遊戲》
- 2020：《你本應離開（英语：You Should Have Left）》
- 2020：《謊言（英语：The Lie (2018 film)）》
- 2020：《黑盒子（英语：Black Box (2020 film)）》
- 2020：《邪惡之眼（英语：Evil Eye (2020 film)）》
- 2020：《魘曲（英语：Nocturne (2020 film)）》
- 2020：《入魔（英语：The Craft: Legacy）》
- 2020：《換人殺砍砍》
- 2021：《守靈魘（英语：The Vigil (2019 film)）》
- 2021：《無限殺戮日》
- 2021：《史坦頓島往事》
- 2021：《賓果地獄（英语：Bingo Hell）》
- 2021：《夜殺吸血鬼（英语：Black as Night）》
- 2021：《人母詛咒（英语：Madres）》
- 2021：《長青莊園（英语：The Manor (film)）》
- 2021：《月光光新慌慌：萬聖殺》
- 2021：《鬼影实录6（英语：Paranormal Activity: Next of Kin）》
- 2021：《深宅（英语：The Deep House）》
- 2021：《謹慎入房（英语：A House on the Bayou）》
- 2021：《傷害（英语：Hurt (2018 film)）》
- 2021：《美國難民（英语：American Refugee）》
- 2022：《燃火的女孩》
- 2022：《撕心裂魂（英语：Torn Hearts）》
- 2022：《行车记录仪》
- 2022：《非人類（英语：Unhuman (film)）》
- 2022：《闇黑電話》
- 2022：《仇念（英语：Vengeance (2022 film)）》
- 2022：《他們/她們（英语：They/Them (film)）》
- 2022：《哈洛根先生的電話》
- 2022：《陰宅不留人（英语：The Visitor (2022 film)）》
- 2022：《月光光新慌慌：萬聖結》
- 2022：《親愛的快逃（英语：Run Sweetheart Run）》
- 2022：《軟與靜（英语：Soft & Quiet）》
- 2022：《移民保母（英语：Nanny (film)）》
- 2023：《窒友梅根》
- 2023：《大病》
- 2023：《不對勁的孩子（英语：There's Something Wrong with the Children）》
- 2023：《看不見（英语：Unseen (film)）》
- 2023：《陰兒房：鬼門陰深處》
- 2023：《乘客（英语：The Passenger (2023 film)）》
- 2023：《完全殺手》
- 2023：《大法師：信徒》
- 2023：《佛萊迪餐館之五夜驚魂》
- 2024：《暗泳》
- 2024：《伏慄熊》
- 2024：《致命AI》
- 2024：《邪惡勿語》
- 2025：《狼人》
- 2025：《院子里的女人（英语：The Woman in the Yard）》
- 2025：《無線殺機》
- 2025：《人工殺姬2.0》
- 2025：《火燒天堂鎮》
- 2025：《闇黑電話2》
- 2025：《佛萊迪餐館之五夜驚魂2》

### 電視
- 2012：《神祕之河（英语：The River (U.S. TV series)）》
- 2013：《迷失太空（英语：Stranded (TV series)）》
- 2014：《升天號（英语：Ascension (miniseries)）》（迷你劇）
- 2015：《甜心陷阱（英语：Eye Candy (TV series)）》
- 2015：《黑色豪門疑案》（電視紀錄片）
- 2015：《Real Scares》
- 2015：《Hellevator（英语：Hellevator）》
- 2015：《#15SecondScare》
- 2015：《如何在俄亥俄州跳舞（英语：How to Dance in Ohio）》（電視紀錄片）
- 2015：《地獄惡魔（英语：South of Hell (TV series)）》
- 2016：《Judgment Day: Prison or Parole?》
- 2016：《致命12天（英语：12 Deadly Days）》（迷你劇）
- 2017：《Election Day: Lens Across America》（電視紀錄片）
- 2017：《冷血檔案（英语：Cold Case Files）》
- 2017：《舞動人生（英语：Alive and Kicking (2016 film)）》（電視紀錄片）
- 2018：《利器》（迷你劇）
- 2018–20：《神聖的謊言（英语：Sacred Lies）》
- 2018：《食屍鬼（英语：Ghoul (miniseries)）》
- 2018–19：《國定殺戮日》
- 2018–21：《黑暗詩選》
- 2019：《笑臉殺手：尋找正義（英语：Smiley Face Killers: The Hunt For Justice）》
- 2019：《最響亮的聲音（英语：The Loudest Voice）》
- 2019：《無人目擊（英语：No One Saw a Thing）》
- 2020：《起屍鬼（英语：Betaal）》
- 2020：《奇案透視鏡（英语：A Wilderness of Error (TV series)）》
- 2020：《上帝之鳥》（迷你劇）
- 2020–21：《History's Greatest Mysteries: Roswell – First Witness》
- 2021：《Florida Man Murders》（迷你劇）
- 2021：《The People v. The Klan》（電視紀錄片）
- 2021：《瀑布河（英语：Fall River (TV series)）》（電視紀錄片）
- 2021：《Relentless》（電視紀錄片）
- 2021：《What Happened, Brittany Murphy?》（電視紀錄片）
- 2021：《Ten Weeks》（電視紀錄片）
- 2022：《恐怖室友全紀錄（英语：Worst Roommate Ever）》（迷你劇）
- 2022：《关于帕姆的那些事（英语：The Thing About Pam）》（迷你劇）
- 2022：《The Anarchists》
- 2022：《Blumhouse's Compendium of Horror》
- 2022：《Dangerous Breed: Crime. Cons. Cats.》
- 2023：《Floribama Murders》
- 2023：《True Crime Story: Look Into My Eyes》
- 2023：《桃樂絲羅奇的恐懼（英语：The Horror of Dolores Roach）》

## 外部連結
- 官方网站
- Blumhouse Productions （页面存档备份，存于）
- BH Tilt （页面存档备份，存于）
- Haunted Movies （页面存档备份，存于）